# لاريسا أولينيك
لاريسا أولينيك (بالإنجليزية: Larisa Oleynik)‏ (و. 1981  م) هي ممثلة تلفزيونية، وممثلة أفلام، وممثلة مسرحية أمريكية، ولدت في سانتا كلارا، كاليفورنيا.

## التعليم
تعلمت في كلية سارة لورانس.

## وصلات خارجية
- لاريسا أولينيك على موقع IMDb (الإنجليزية)
- لاريسا أولينيك على موقع روتن توميتوز (الإنجليزية)
- لاريسا أولينيك على موقع ألو سيني (الفرنسية)
- لاريسا أولينيك على موقع تيرنر كلاسيك موفيز (الإنجليزية)
- لاريسا أولينيك على موقع أول موفي (الإنجليزية)
- لاريسا أولينيك على موقع قاعدة بيانات برودواي على الإنترنت (الإنجليزية)
- لاريسا أولينيك على موقع قاعدة بيانات الأفلام السويدية (السويدية)
- لاريسا أولينيك على موقع إن إن دي بي (الإنجليزية)
- لاريسا أولينيك على موقع قاعدة بيانات الفيلم (الإنجليزية)
- لاريسا أولينيك على موقع كينوبويسك (الروسية)